# Svenska mästerskapen i fälttävlan 2001
Svenska mästerskapen i fälttävlan 2001 avgjordes i Segersjö. Tävlingen var den 51:e upplagan av Svenska mästerskapen i fälttävlan.

## Resultat
| Placering | Ryttare          | Häst                 |
| --------- | ---------------- | -------------------- |
| 1         | Linda Algotsson  | My Fair Lady         |
| 2         | Linda Algotsson  | Fair Dobbin          |
| 3         | Piia Pantsu      | SW Uppercut          |
| 4         | Katrin Norling   | Beatrice af Tollstad |
| 5         | Niklas Lidbäck   | Tablette             |
| 6         | Magnus Gällerdal | Keymaster            |